# Folusznik

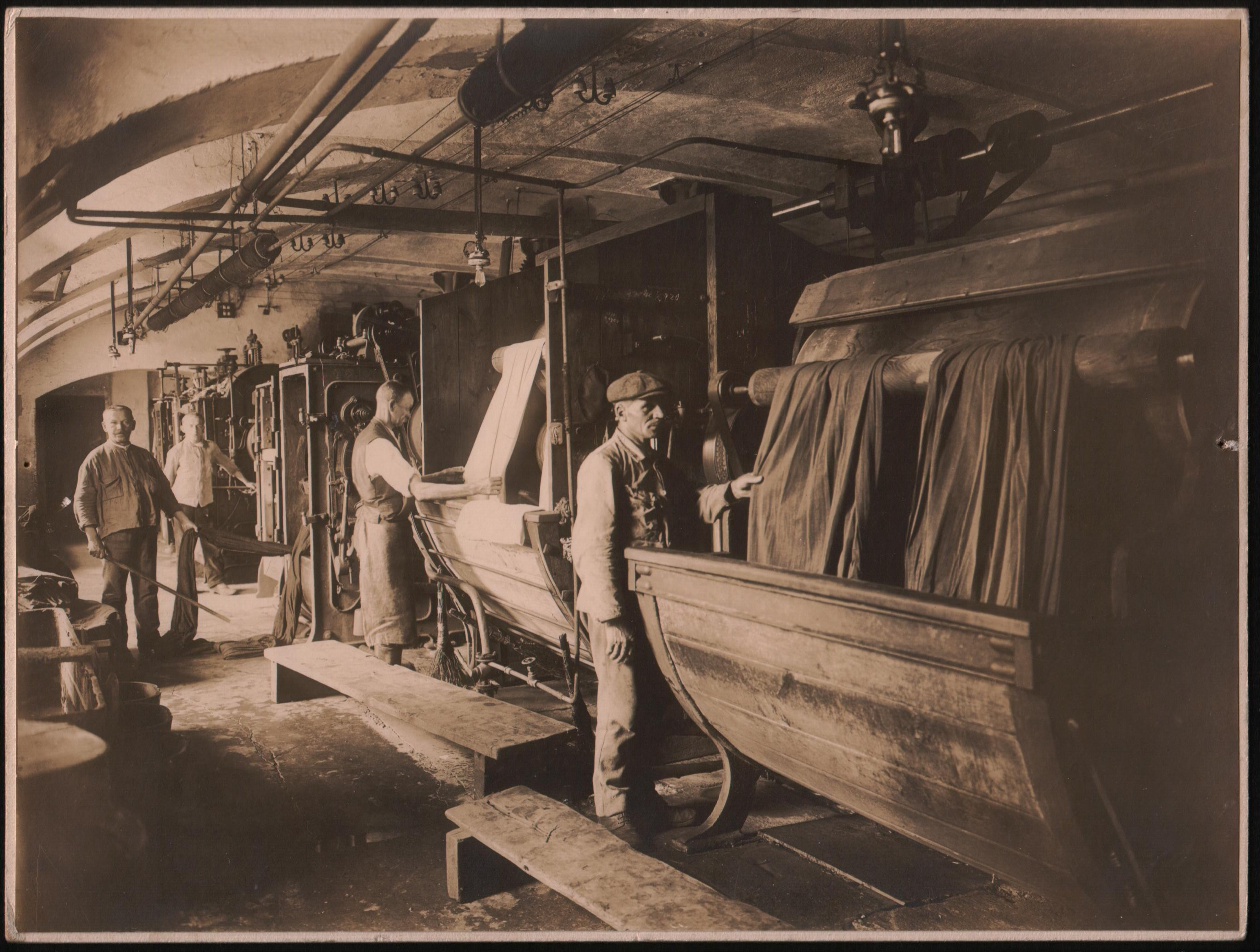
Folusznicy przy pracy, fot. 1915

Folusznik – rzemieślnik trudniący się przygotowywaniem tkanin i czyszczeniem ubrań.
Miejscem pracy folusznika był folusz. Folusznik folował sukno w celu zagęszczenia tkaniny i oczyszczenia jej z tłuszczów i klejów.
W polskim tłumaczeniu Nowego Testamentu greckie gnapheus, występujące w 9. rozdziale Ewangelii Marka, tłumaczone jest jako folusznik (Mk 9,3). Pojęcie to występuje również w Starym Testamencie (2 Krl 18,17; Iz 7,3 oraz 36,2; Mal 3,2).